# NHL Entry Draft 1988
NHL Entry Draft 1988 był 26. draftem NHL w historii. Odbył się w dniu 11 czerwca w Forum de Montréal w Montrealu.

## Draft 1988

### Runda 1
| #  | Zawodnik               | Narodowość        | Drużyna NHL           | Klub macierzysty            |
| -- | ---------------------- | ----------------- | --------------------- | --------------------------- |
| 1  | Mike Modano (C)        | Stany Zjednoczone | Minnesota North Stars | Prince Albert Raiders (WHL) |
| 2  | Trevor Linden (C/PS)   | Kanada            | Vancouver Canucks     | Medicine Hat Tigers (WHL)   |
| 3  | Curtis Leschyshyn (O)  | Kanada            | Quebec Nordiques      | Saskatoon Blades (WHL)      |
| 8  | Jeremy Roenick (C)     | Stany Zjednoczone | Chicago Blackhawks    | Thayer Academy (USHS–MA)    |
| 9  | Rod Brind’Amour (C/PS) | Kanada            | St. Louis Blues       | Notre Dame Hounds (SJHL)    |
| 10 | Teemu Selänne (PS)     | Finlandia         | Winnipeg Jets         | Jokerit                     |

### Runda 2
| #  | Zawodnik        | Narodowość | Drużyna NHL                             | Klub macierzysty |
| -- | --------------- | ---------- | --------------------------------------- | ---------------- |
| 33 | Leif Rohlin (O) | Szwecja    | Vancouver Canucks (z New Jersey Devils) | Västerås IK      |

### Runda 4
| #  | Zawodnik         | Narodowość        | Drużyna NHL         | Klub macierzysty                      |
| -- | ---------------- | ----------------- | ------------------- | ------------------------------------- |
| 67 | Mark Recchi (PS) | Kanada            | Pittsburgh Penguins | Kamloops Blazers (WHL)                |
| 68 | Tony Amonte (PS) | Stany Zjednoczone | New York Rangers    | Thayer Academy (USHS–MA)              |
| 70 | Rob Blake (O)    | Kanada            | Los Angeles Kings   | Bowling Green State University (CCHA) |

### Runda 5
| #  | Zawodnik               | Narodowość | Drużyna NHL                         | Klub macierzysty                      |
| -- | ---------------------- | ---------- | ----------------------------------- | ------------------------------------- |
| 88 | Greg Andrusak (O)      | Kanada     | Pittsburgh Penguins                 | University of Minnesota Duluth (WCHA) |
| 89 | Aleksandr Mogilny (PS) | ZSRR       | Buffalo Sabres (z New York Rangers) | CSKA Moskwa                           |

### Runda 6
| #   | Zawodnik                 | Narodowość | Drużyna NHL         | Klub macierzysty |
| --- | ------------------------ | ---------- | ------------------- | ---------------- |
| 120 | Dmitrij Christicz (PS/C) | ZSRR       | Washington Capitals | Sokił Kijów      |

### Runda 7
| #   | Zawodnik               | Narodowość | Drużyna NHL      | Klub macierzysty |
| --- | ---------------------- | ---------- | ---------------- | ---------------- |
| 129 | Walerij Kamienski (LS) | ZSRR       | Quebec Nordiques | CSKA Moskwa      |

### Runda 9
| #   | Zawodnik               | Narodowość | Drużyna NHL        | Klub macierzysty |
| --- | ---------------------- | ---------- | ------------------ | ---------------- |
| 180 | Siergiej Swietłow (PS) | ZSRR       | New Jersey Devils  | Dinamo Moskwa    |
| 188 | Charijs Witolińsz (C)  | ZSRR       | Montreal Canadiens | Dinamo Ryga      |

### Runda 11
| #   | Zawodnik             | Narodowość | Drużyna NHL        | Klub macierzysty                      |
| --- | -------------------- | ---------- | ------------------ | ------------------------------------- |
| 213 | Aleksiej Gusarow (O) | ZSRR       | Quebec Nordiques   | CSKA Moskwa                           |
| 230 | Kevin Dahl (O)       | Kanada     | Montreal Canadiens | Bowling Green State University (CCHA) |

Legenda: B – bramkarz, O – obrońca, C – center, LS – lewoskrzydłowy, PS – prawoskrzydłowy.